# Jean Malo-Renault
Jean Malo-Renault,, né à Paris le 9 juin 1900 et mort à Rennes le 9 août 1988, est un bibliothécaire, bibliographe et auteur français.

## Biographie

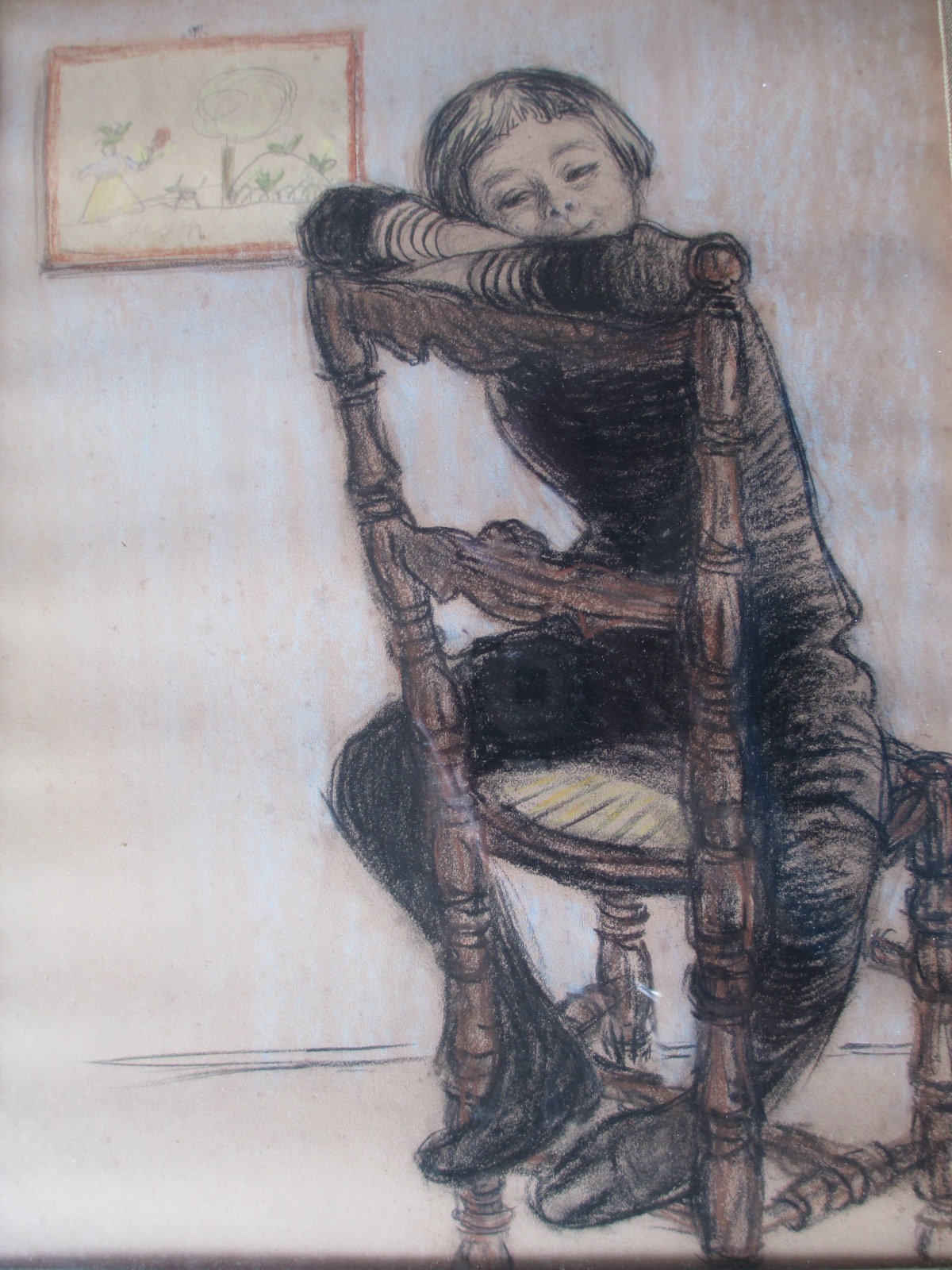
Jean Malo-Renault assis à califourchon sur une chaise. Dessin de son père, Émile Malo-Renault

Né dans une famille originaire de Saint-Malo, Jean Malo-Renault est le fils d'Émile Auguste Renault (1870-1938), dit Malo-Renault, pastelliste, graveur et illustrateur, et de son épouse, Honorine Tian (1871-1953) dite Nori Malo-Renault, elle-même graveuse aquafortiste et artisan d'art.
Il passe sa licence d'histoire à la Sorbonne à Paris en 1924. Puis il prépare une thèse sur L’architecture religieuse en Bretagne au Moyen Âge à l’École du Louvre. Il s'inscrit de nouveau à la Sorbonne en 1934 pour une thèse complémentaire : Recherche sur la lettre ornée au Moyen Âge (d'après les manuscrits de Montpellier).
En 1940 il fait partie de la Défense passive à Rennes
Le 16 octobre 1944, il épouse Jeanne Gautier, dirigeante du Centre sociale féminin de Rennes (Centre Social Féminin Hôtel de Blossac)
Jean Malo-Renault a réuni une abondante documentation iconographique en vue d'une thèse sur l'architecture religieuse en Bretagne. Plus largement, il s'est intéressé au costume et l'art populaire breton, constituant de nombreux dossiers. Les archives départementales d'Ille-et-Vilaine conservent cette documentation dans le Fonds Jean Malo-Renault depuis 1912 à 1985,
Il est connu comme auteur d'une vaste bibliographie rétrospective de la Bretagne, par analyse des sources imprimées et périodiques de 1480 à 1960.

## Carrière
En 1928, il est nommé bibliothécaire à la section médecine-sciences de l'université de Toulouse, puis en 1932, bibliothécaire à l'université de Montpellier. Il devient bibliothécaire en chef de la bibliothèque municipale de Montpellier en 1935.
De nouveau en Bretagne, conservateur des bibliothèques, il occupe la direction des bibliothèques universitaire et municipale de Rennes de 1937 à 1954. Il est nommé officier d'académie en juillet 1948.

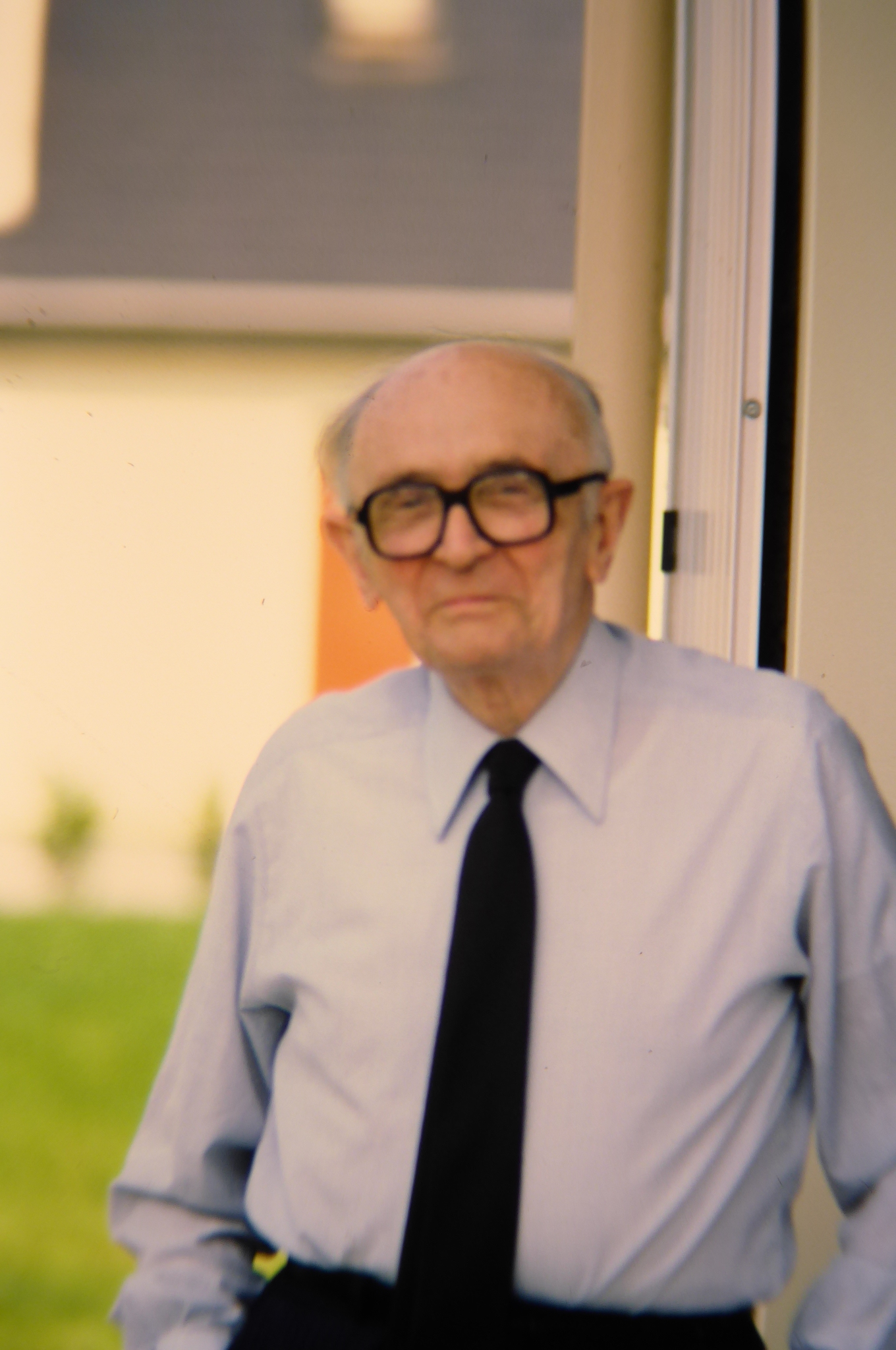
Jean Malo-Renault (1982)

Il est chargé de mission de 1955 à 1958 à la direction des bibliothèques des écoles de médecine et pharmacie de Poitiers, Limoges et Tours, puis chargé de mission en Bretagne de 1958 à 1967 pour la réalisation de la Bibliographie rétrospective de la Bretagne (1480-1960), les 150 000 fiches sont conservées à la bibliothèque de Rennes Métropole et consultables en microfiches depuis 1988.
En complément de la Bibliographie rétrospective de la Bretagne, il publie Les pseudonymes des Bretons XVIe – XXe siècles en 1987,,

## Hommage
- Une rue de Rennes porte son nom depuis le 23 janvier 1989[13],  paru le 27 janvier 1989 dans le Journal Ouest_France[14]

## Publications
- La sculpture romane en Bretagne. Thèse de l’École du Louvre. Mars 1926
- Les Sculpteurs Romans des Saint-Benoit-sur--Loire. Le Groupe d'Unbertus, La Revue de l'art ancien et moderne, avril 1927, p. 209-222[15], mai 1927, p. 315-322[16]
- La chapelle de Notre-Dame de Tréminou, Bulletin diocésain d'Histoire d'Archéologie de Quimper , p 232-245, 1927[17]
- La sculpture gothique en Bretagne. Les Calvaires. I. Tronoën, Revue de l'art, no 319, septembre-octobre 1930, p. 109-130[18]. Calvaire et chapelle de TronoënNotre-Dame de Tronoën, Chapelle (Finistère).
- Au Musée de Toulouse, La porte des Apôtres de Saint-Étienne, Bulletin des Musées de France[19], juin 1929 p. 133-134
- Musée des Augustins de Toulouse. La porte de la Daurade, Bulletin des Musées de France[20], avril 1930,p. 91-94
- Les sculptures  de la porte du cloitre de Saint-Étienne (Toulouse) article  de 1929
- L'Art du livre[21], comptes rendus par Henri Bourde de la Rogerie[22], Paris : Librairie Garnier frères, 1931.
- Les Monuments français en péril en Bretagne, Bulletin de l'Art, supplément de la Revue de l'Art, janvier 1932, p. 26-28.
- Un Chansonnier  de L’École de Jean Pucelle. Manuscrit à Montpellier, Les trésors des bibliothèques de France. T. IV, 1933.
- La lettre ornée au Moyen Âge, (d'après les manuscrits de Montpellier), La Revue de l'Art ancien et moderne, LXV, 1934, p. 97-110 [23]et p. 145-164.[24] La Lettre Ornée au Moyen Age (D'après les manuscrits de Montpellier)  (1934)

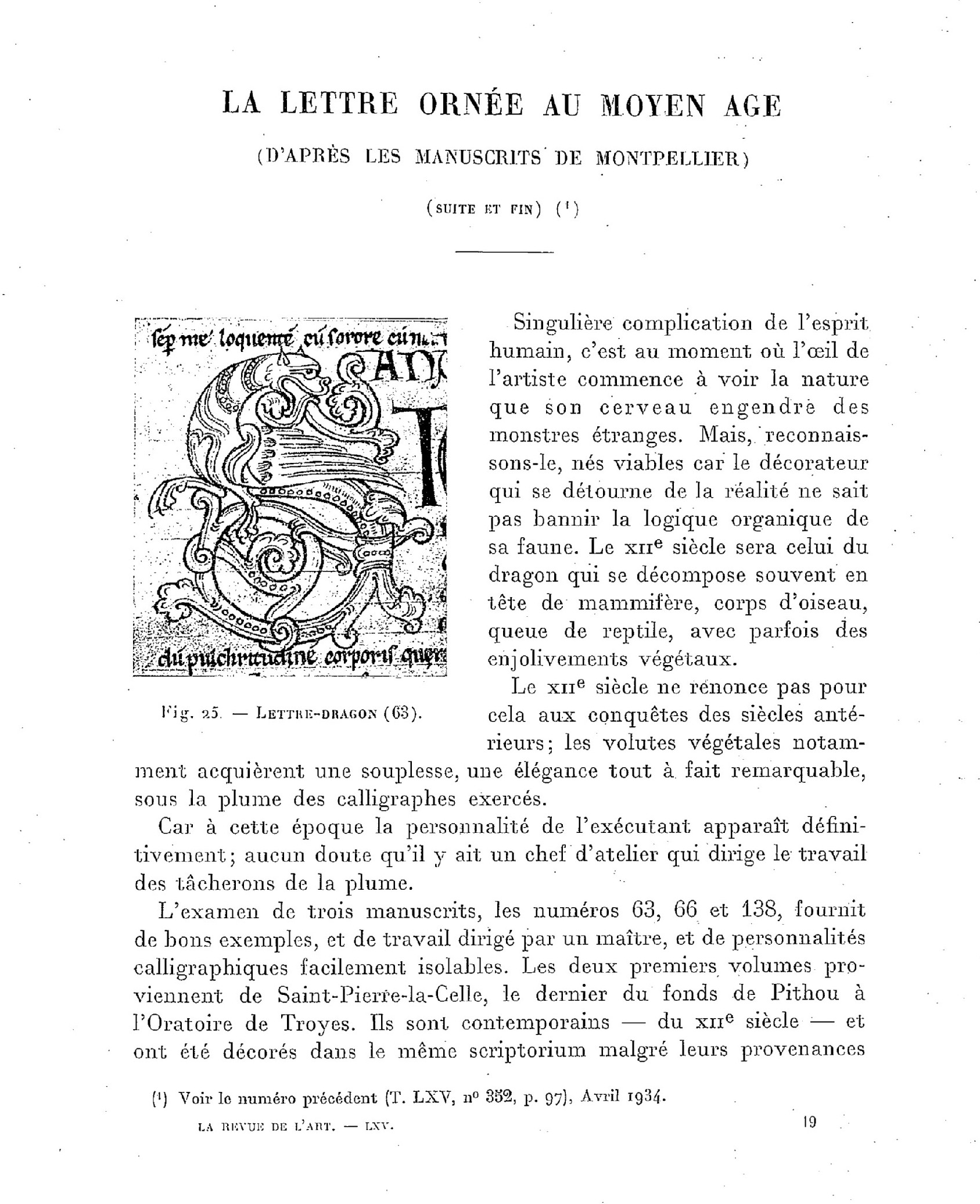
La Lettre Ornée au Moyen Age (D'après les manuscrits de Montpellier) (1934)

- Un Grolier inédit à Montpellier, un Appollonio Filareto retrouvé à Montpellier, Les trésors des bibliothèques de France. T. V, 1935.
- Le Malouin Jean Le Cudennec, roi de Madagascar[25], plaquette dactylographiée, 1948, 5 p.
- Bibliographie rétrospective de la Bretagne 1480-1960[10], microfiches, 1987.
- Notice sur la Bibliographie Rétrospective de la Bretagne, 1972.
- L'église de Fouesnant, Les Cahiers de l'Iroise, periodique Fouesnant, no 4, 1974, p. 11-17,[26]
- Notes sur trois cathédrales bretonnes[27] Cahier no 103 - 26e année no 3, Cahiers de l'Iroise 1979, p. 141-145
- Les Pseudonymes des Bretons, XVIe – XXe siècles [28], 2 tomes, rééd. 1987-1988[29].
- 'A la manière de' Max Jacob par Max Jacob, par  jean Malo-Renault, tiré-à-part, octobre 1987